# 17e Bureau politique du Parti communiste chinois
 (novembre 2014).
Le 17e Bureau politique du Parti communiste chinois est l'organe dirigeant principal du Parti communiste chinois, élu par le Comité central du Parti, lui-même élu par le 17e congrès national du Parti, en octobre 2007. Il est remplacé par le 18e Bureau politique en novembre 2012.

## Membres
Par ordre de préséance
- Secrétaire général
  - Hu Jintao

- Les autres membres du Comité permanent du Bureau politique du PCC
  - Wu Bangguo
  - Wen Jiabao
  - Jia Qinglin
  - Zeng Qinghong
  - Huang Ju
  - Wu Guanzheng
  - Li Changchun
  - Luo Gan

- Les autres membres du Bureau politique du PCC
  - Wang Lequan
  - Wang Qishan
  - Wang Zhaoguo
  - Hui Liangyu
  - Liu Qi
  - Liu Yunshan
  - Wu Yi
  - Zhang Lichang
  - Zhang Dejiang
  - Chen Liangyu
  - Zhou Yongkang
  - Yu Zhengsheng
  - He Guoqiang
  - Guo Boxiong
  - Cao Gangchuan
  - Zeng Peiyan
  - Xu Caihou
  - He Yong (en)
  - Wang Gang (en)
  - Liu Yandong
  - Bo Xilai (exclu du PCC le 10 avril 2012)[4]

## Comité central du17ePolitburo
Par ordre de préséance
1. Hu Jintao
2. Wu Bangguo
3. Wen Jiabao
4. Jia Qinglin
5. Li Changchun
6. Xi Jinping
7. Li Keqiang
8. He Guoqiang
9. Zhou Yongkang